# M91 (galaxie)
Pour les articles homonymes, voir M91.
M91 (NGC 4548) est une galaxie spirale barrée relativement rapprochée, située dans la constellation de la Chevelure de Bérénice. Sa vitesse par rapport au fond diffus cosmologique est de 808 ± 23 km/s, ce qui correspond à une distance de Hubble de 11,92 ± 0,90 Mpc (∼38,9 millions d'al). Elle a été découverte par l'astronome français Charles Messier en 1781.
La classe de luminosité de M91 est II et elle présente une large raie HI. C'est une galaxie LINER, c'est-à-dire une galaxie dont le noyau présente un spectre d'émission caractérisé par de larges raies d'atomes faiblement ionisés. De plus, elle est aussi une galaxie active de type Seyfert, sans doute à cause du trou noir supermassif qui trône en son centre.
M91 est également considérée comme une galaxie anémique en raison de sa faible quantité d'hydrogène neutre et son faible taux de formation d'étoiles, caractéristiques qui lui confèrent un contraste faible entre ses bras spiraux et son disque.
M91 faisait partie des galaxies étudiées lors du relevé de l'hydrogène neutre de l'amas de la Vierge par le Very Large Array. Les résultats de cette étude sont sur cette page du site du VLA. Elle fait partie du groupe de M60, un des nombreux groupes de galaxies de l'amas de la Vierge.

## Découverte de M91
M91 a été découverte par Charles Messier le 18 mars 1781, mais la position qu'il a rapportée dans son catalogue était erronée. Elle a donc été redécouverte indépendamment par William Herschel le 8 avril 1784. En fait, pour déterminer la position de M91, Messier s'était basé sur celle de M89, en pensant qu'il s'agissait de M58. M91 a donc fait partie des objets manquants du catalogue Messier jusqu'à ce que l'astronome amateur américain William C. Willaims comprenne en 1969 l'erreur faite par Messier.

## Morphologie

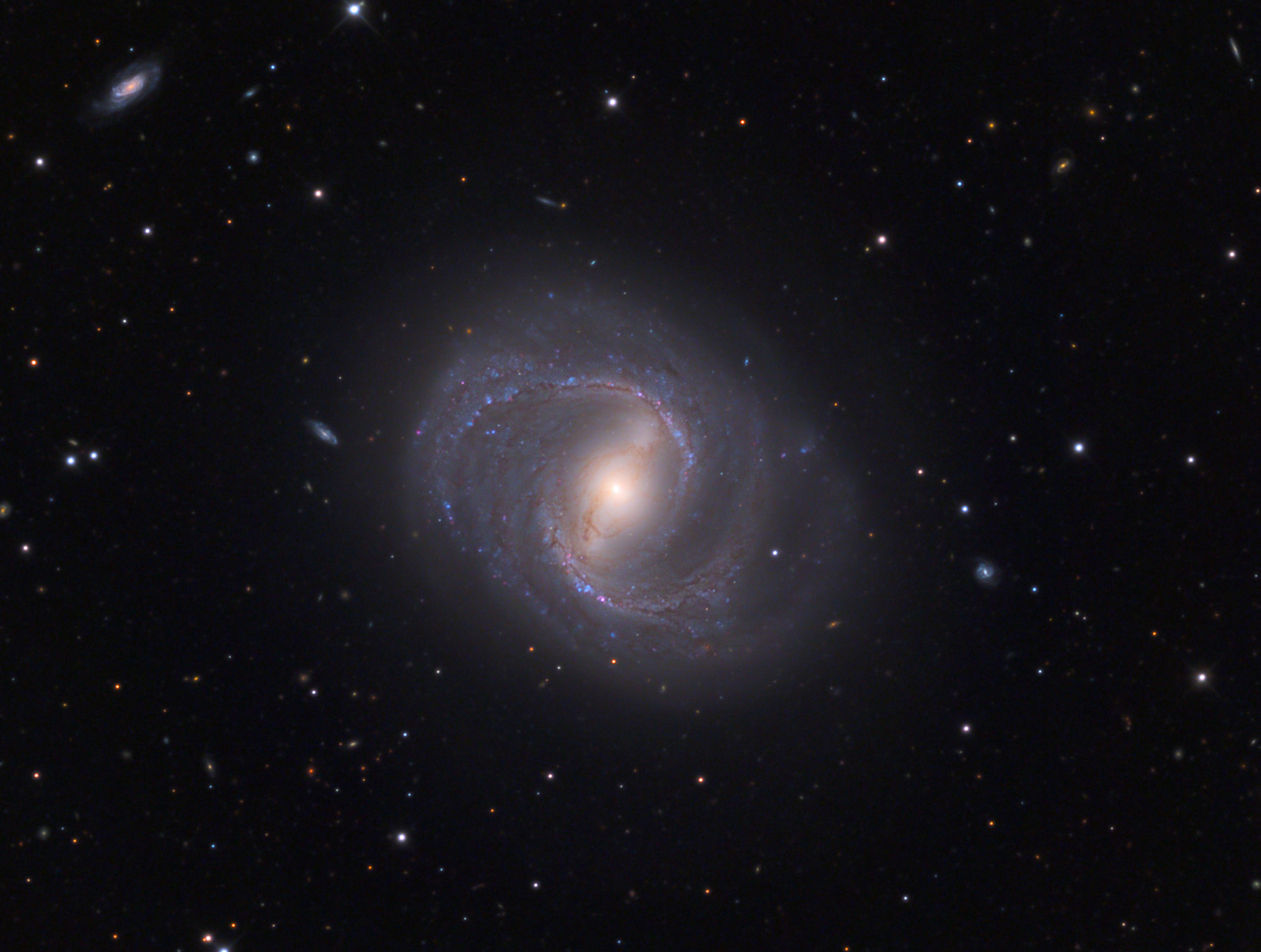
M91 imagée par Adam Block (Observatoire du mont Lemmon / Université de l'Arizona).

M91 a été utilisée par Gérard de Vaucouleurs comme une galaxie de type morphologique SB(rs)b dans son atlas des galaxies,.
Eskridge, Frogel et Pogge ont publié un article en 2002 décrivant la morphologie de 205 galaxies spirales ou lenticulaires rapprochées. Les observations ont été réalisées dans la bande H de l'infrarouge et dans la bande B (le bleu). Selon Eskridge et ses collègues, M91 est de type SB(r)ab dans la bande B et SBab dans la bande H. Le noyau ponctuel de la galaxie est encastré dans un bulbe légèrement elliptique. Le bulbe présent une claire torsion isophotale de ~90° entre ses isophotes internes et externes. Il est aussi traversé par une barre proéminente dont l'angle de position est aligné avec le bulbe extérieur. M91 présente aux extrémités de la barre un pseudo-anneau intérieur incomplet qui est formé par les parties intérieures des bras spiraux. Les bras commencent à plus de 90° avant les extrémités de la barre. Une fois qu'ils ont dépassé celle-ci, le bras au sud-est devient très ouvert et rapidement diffus. Le bras au nord-ouest est beaucoup plus étroitement enveloppé et reste proéminent largement plus longtemps. Le bras à l'est a beaucoup plus de nœuds dans sa partie interne que le bras ouest. La structure de ce bras se divise en plusieurs petits bras dans le disque externe. Le disque externe de M91 est asymétrique, le côté au sud-est ayant une brillance de surface plus élevée que celui au nord-ouest. Les isophotes du disque externe sont à peu près alignés avec ceux du bulbe interne et orthogonaux au bulbe externe.

## Distance et mouvement de M91
À ce jour, 42 mesures non basées sur le décalage vers le rouge (redshift) donnent une distance de 15,852 ± 2,417 Mpc (∼51,7 millions d'al), ce qui est à l'extérieur des valeurs de la distance de Hubble.
Cette galaxie, comme plusieurs de l'amas de la Vierge, est relativement rapprochée du Groupe local et on obtient souvent une distance de Hubble très différente en raison de leur mouvement propre dans le groupe où dans l'amas auquel elles sont associées. La distance de 15.852 Mpc est sans doute plus près de la réalité. Selon ces deux mesures, M91 se dirige vers le centre de l'amas en direction de la Voie lactée. Notons que c'est avec la valeur moyenne des mesures indépendantes, lorsqu'elles existent, que la base de données NASA/IPAC calcule le diamètre d'une galaxie.

## Trou noir supermassif
Selon une étude publiée en 2009 et basée sur la vitesse interne de la galaxie mesurée par le télescope spatial Hubble, la masse du trou noir supermassif au centre de M91 serait comprise entre 9,6 et 38 millions de {\displaystyle M_{\odot }}.

## Groupe de M60 et l'amas de la Vierge
M91 (NGC 4548) apparait dans une liste de 227 galaxies d'un article publié par Abraham Mahtessian. Cette liste comporte plus de 200 galaxies du New General Catalogue et une quinzaine de galaxies de l'Index Catalogue. On retrouve dans cette liste 11 galaxies du Catalogue de Messier, soit M49, M58, M60, M61, M84, M85, M87, M88, M91, M99 et M100.
Toutes les galaxies de la liste de Mahtessian ne constituent pas réellement un groupe de galaxies. Ce sont plutôt plusieurs groupes qui font tous partie d'un amas galactique, l'amas de la Vierge. Pour éviter la confusion avec l'amas de la Vierge, on peut donner le nom de groupe de M60 à cet ensemble de galaxies, car c'est l'une des plus brillantes de la liste. L'amas de la Vierge est en effet beaucoup plus vaste et compterait environ 1 300 galaxies, et possiblement plus de 2 000, situées au cœur du superamas de la Vierge, dont fait partie le Groupe local,.
De nombreuses galaxies de la liste de Mahtessian se retrouvent dans onze groupes décrits dans un article d'A.M. Garcia, soit le groupe de NGC 4123 (7 galaxies), le groupe de NGC 4261 (13 galaxies), le groupe de NGC 4235 (29 galaxies), le groupe de M88 (13 galaxies, M88 = NGC 4501), le groupe de NGC 4461 (9 galaxies), le groupe de M61 (32 galaxies, M61 = NGC 4303), le groupe de NGC 4442 (13 galaxies), le groupe de M87 (96 galaxies, M87 = NGC 4486), le groupe de M49 (127 galaxies, M49 = NGC 4472), le groupe de NGC 4535 (14 galaxies) et le groupe de NGC 4753 (15 galaxies). Ces onze groupes font partie de l'amas de la Vierge et ils renferment 396 galaxies. Certaines galaxies de la liste de Mahtessian ne figurent cependant dans aucun des groupes de Garcia et vice versa.

## Galerie

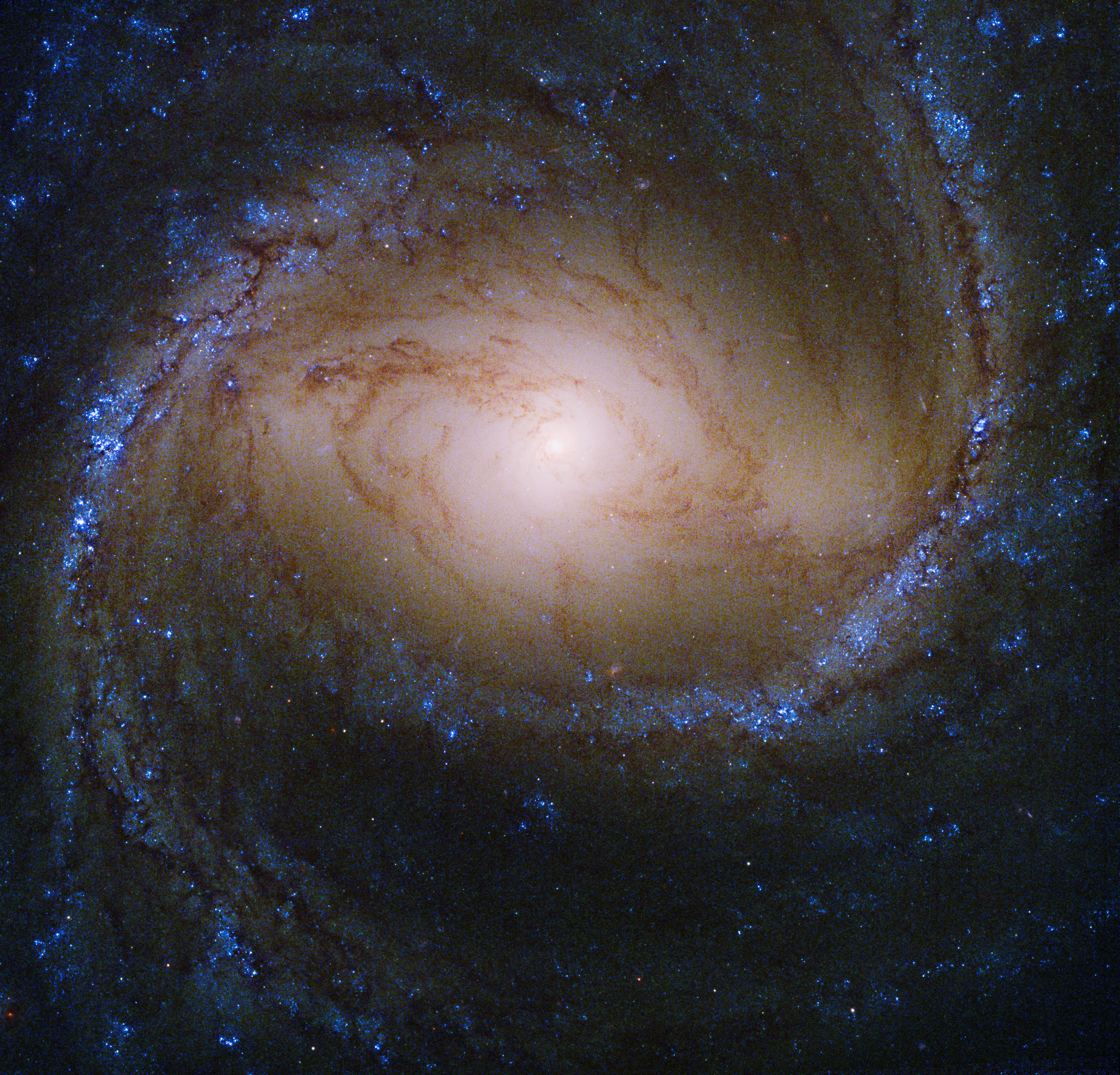
M91 imagée par le télescope spatial Hubble.
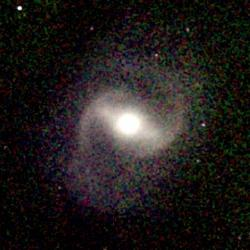
M91 imagée par le relevé 2MASS.
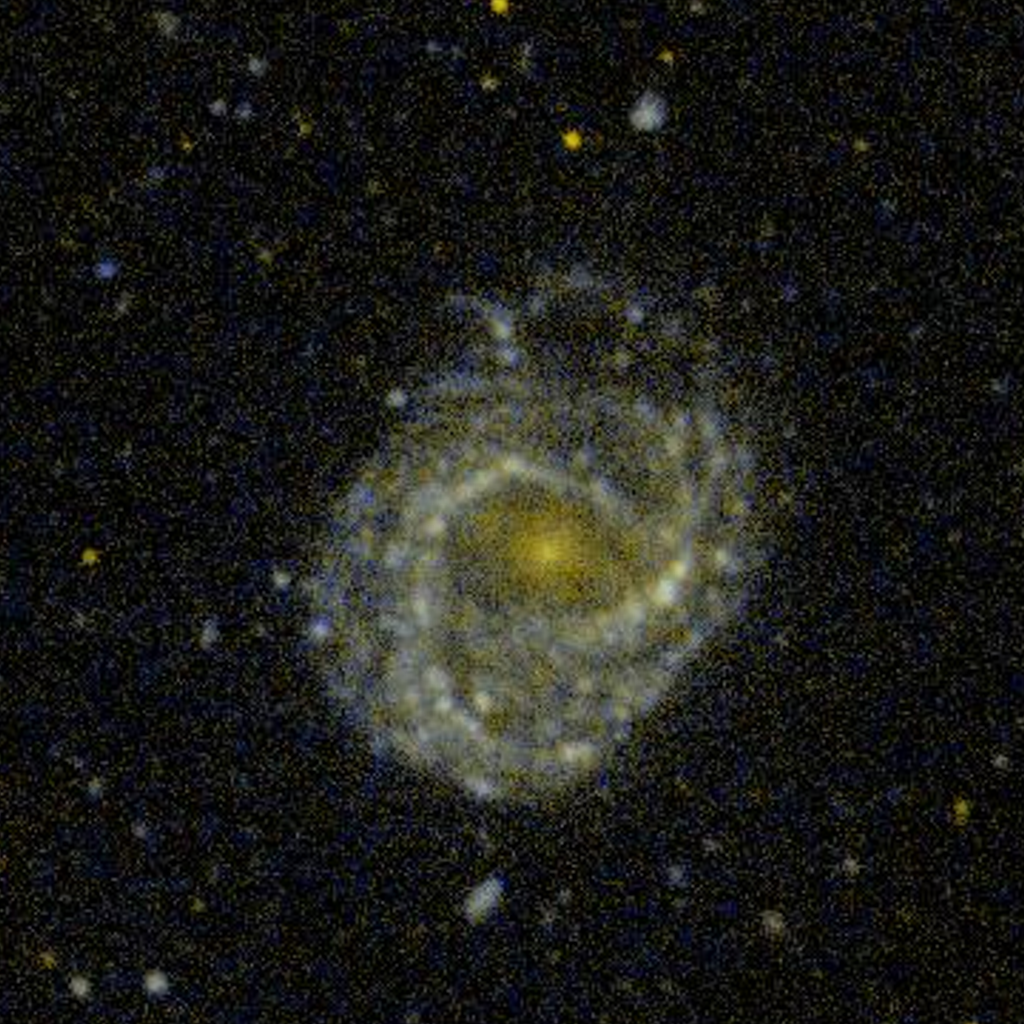
M91 vue en ultraviolet par le télescope spatial GALEX.